# Вишнёвая (Московская область)
Вишнёвая — деревня в муниципальном округе Егорьевск Московской области России. 

## География
Деревня Вишнёвая расположена в северо-западной части муниципального округа Егорьевск, в 1,5 километрах к северо-западу от города Егорьевск. Высота над уровнем моря 145 метров.

## Название
В 1554 году упоминаются две деревни Башнево и Островнино, которые к 1646 году слились в одну с названием Островкино, Вешневская тож. Позже упоминается как Островки, Вишняковская тож (1705 год), Вышнева (1795—1869 годы). С 1885 года за деревней закрепилось название Вишнёвая.
Названия Башнево и Островнино связаны с некалендарными личными именами Башня и Островня. Однако название Островнино могло произойти от термина остров — «поляна в лесу» или «роща среди безлесного пространства». Современное наименование деревня получило в результате неправильного прочтения и записи изначального названия.

## История
До отмены крепостного права в России жители деревни относились к разряду государственных крестьян.
После 1861 года деревня вошла в состав Нечаевской волости Егорьевского уезда. Приход находился в городе Егорьевске.
В 1926 году деревня входила в Гавриловский сельсовет Егорьевской волости Егорьевского уезда.
До 1994 года Вишнёвая входила в состав Ефремовского сельсовета Егорьевского района, а в 1994—2006 гг. — Ефремовского сельского округа.
До 2015 года входила в состав городского поселения Егорьевск.
В 2015 году вошла в состав городского округа Егорьевск, образованного в том же году путем упразднения Егорьевского района и объединения всех его поселений в единый городской округ.

## Демография
В 1885 году в деревне проживало 320 человек, в 1905 году — 325 человек (174 мужчины, 151 женщина), в 1926 году — 328 человек (156 мужчин, 172 женщины). По переписи 2002 года — 75 человек (34 мужчины, 41 женщина). Население — 90 человек (2010).
| 1859 | 1868 | 1885 | 1905 | 1926 | 2002 | 2006 |
| ---- | ---- | ---- | ---- | ---- | ---- | ---- |
| 232  | ↗255 | ↗320 | ↗325 | ↗328 | ↘75  | ↗85  |
| 2010 |      |      |      |      |      |      |
| ↗90  |      |      |      |      |      |      |